# Olomoucký úděl
Olomoucký úděl, zkráceně Olomoucko, je označení historického území na severní a východní Moravě, kde v 11.–12. století vládla knížata z jedné z větví Přemyslovců.
Centrem údělu byl hrad Olomouc. Na konci svého života určil kníže Břetislav I., že nejstarší z jeho potomků bude vládnout z Prahy celé zemi (tzv. seniorát) a mladší synové dostanou území na Moravě. Břetislavův nástupce Spytihněv II. se toto rozdělení pokusil zrušit, ale jednotliví Přemyslovci založili vlastní větve dynastie. Po definitivním rozdělení Moravy roku 1061 Vratislavem II. se vytvořily tři celky – brněnský úděl, znojemský úděl a olomoucký úděl, kde měli dědičně vládnout potomci bratrů Vratislava II. (Konráda I. Brněnského a Oty Olomouckého).
Olomoucko zaujímalo prostor u hranic s Uhrami, kde plnilo úlohu ochrany státu před napadením z východu (Brněnsko a Znojemsko chránily české země z jihu).
Čeští panovníci do poměrů v údělech často zasahovali, zbavovali jejich vládce moci a dosazovali své chráněnce nebo vládli přímo oni sami z titulu českého knížete. Přesto se i mnozí moravští Přemyslovci prosadili. Kníže Vratislav II. se stal prvním českým králem, byť jen pro svoji osobu. Z vládců Olomoucka se nejvíce prosadil Svatopluk Olomoucký, který se dostal v letech 1107–09 na "centrální" pražský knížecí stolec. Do údělu byli také často dosazováni synové nebo bratři vládnoucích knížat v Praze.
Větev olomouckých Přemyslovců vymřela osobou Sifrida roku 1227. On však již Olomoucku nevládl, neboť se věnoval církevní kariéře (královský kaplan, děkan Olomoucké kapituly). V roce 1205 se spolupodílel na založení prvního moravského cisterciáckého kláštera, a to na Velehradě, jehož vlastním donátorem byl moravský markrabě Vladislav Jindřich (jenž vládl Moravě, jako bratr českého krále), spolu s Olomouckým biskupem Robertem. Ten také roku 1207 založil při sv. Petru v Olomouci na Předhradí klášter augustiniánek a nadal jej majetkem. Olomoucko bylo po roce 1200 ve správě Přemysla Otakara I. a teprve po Zlaté bule Sicilské (1212), bylo s celou Moravou vloženo Vladislavu Jindřichovi v léno. Na území Olomouckého údělu založil stará královská města Uničov (1213) a ještě předtím Bruntál.

## Údělná knížata olomoucká
| #  | jméno               | vláda                 | poznámky |
| -- | ------------------- | --------------------- | --- |
| 1  | Vratislav           | 1055–1056, 1058–1061  | Syn Břetislava I. Z údělu utekl před starším bratrem Spytihněvem II. Roku 1061 se po Spytihněvově smrti stal knížetem jako Vratislav II.        |
| 2  | Ota I. Olomoucký    | 1061–1087             | Syn Břetislava I. |
| 3  | Boleslav            | 1090–1091             | Král Vratislav II. svěří olomoucký úděl svému synovi Boleslavovi. Práva Otových potomků naopak bránil Konrád I. Brněnský.                       |
| 4  | Svatopluk Olomoucký | 1091–1107             | Synové Oty I. Olomouckého, zpočátku za ně vládla jejich matka Eufémie Uherská.                                                                  |
| 5  | Ota II. Olomoucký   | 1091–1110, 1113–1126  | Synové Oty I. Olomouckého, zpočátku za ně vládla jejich matka Eufémie Uherská. Nárokoval si český knížecí stolec, ale zemřel v bitvě u Chlumce. |
| 6  | Václav (I.)         | 1126–1130             | Syn Svatopluka Olomouckého. |
| 7  | Lupolt Olomoucký    | 1135–1137             | Syn knížete Bořivoje II. |
| 8  | Vladislav Olomoucký | 1137–1140             | Syn Soběslava I. Otec mu svěřil Olomoucko, chtěl tak potvrdit úmysl udělat Vladislava svým nástupcem v Praze.                                   |
| 9  | Ota III. Dětleb     | 1140–1160             | Syn Oty II. Olomouckého. |
| 10 | Bedřich             | 1163–1172             | Syn Vladislava II., kníže. |
| 11 | Svatopluk           | 1172–1173             | Po usmíření s otcem získal zemi, vyhnán za vlády Soběslava II.                                                                                  |
| 12 | Oldřich             | 1173–1177             | Syn Soběslava I. Pomohl bratrovi Soběslavovi II. na knížecí stolec a ten mu svěřil Olomoucko.                                                   |
| 13 | Václav II.          | 1177–1179             | Syn Soběslava I., budoucí kníže. Od bratra Soběslava II. získal olomoucký úděl a později i brněnský. V roce 1179 utekl před knížetem Bedřichem. |
| 14 | Přemysl Otakar I.   | 1179–1182             | Spravoval Olomoucko, měl titul markraběte. |
| 15 | Vladimír Olomoucký  | 1189–1192, 1194–1200? | Syn Oty III. Dětleba, bratr Břetislava Olomouckého; úděl mu svěřil Konrád Ota poté, co se stal českým knížetem.                                 |
| 16 | Břetislav Olomoucký | 1189–1192, 1194–1200? | Syn Oty III. Dětleba, úděl mu svěřil Konrád Ota poté, co se stal knížetem. Od 1194 zřejmě vládl na Břeclavsku. Měl syna Sifrida.                |